# Миссия в Кабуле
«Миссия в Кабуле» — двухсерийный советский остросюжетный художественный фильм, рассказывающий о становлении молодой советской дипломатии в тяжёлые годы Гражданской войны и о борьбе первых советских дипломатов с представителями западных держав за влияние в Афганистане.

## Сюжет
1919 год. В столицу Афганистана прибывает первая советская дипломатическая миссия во главе с полномочным представителем Петром Сорокиным. Английский военный атташе майор Стевени, опасаясь усиления позиций Советской России в регионе традиционного влияния Великобритании, пытается спровоцировать разрыв отношений. С этой целью он привлекает белоэмигранта Гедеонова и немецкого предпринимателя Эппа к организации антиправительственного заговора.
Названия серий
- Часть первая — «Дипломатический приём»
- Часть вторая — «Охота»

## В ролях
- Олег Жаков — Пётр Сорокин, советский полпред — (прототип Яков Суриц)
- Ирина Мирошниченко — Марина Лужина
- Глеб Стриженов — белоэмигрант Гедеонов, он же Ярим-хан, он же английский агент 016
- Эммануил Виторган — Ян Калнинь, 1-й секретарь полпредства (кто озвучил ?)
- Олег Видов — дипкурьер Сказкин (озвучил Александр Демьяненко)
- Михаил Глузский — «Странник», сотрудник ИНО ВЧК
- Александр Демьяненко — Смыков, комендант полпредства
- Владимир Заманский — Алексей Репин, военный советник
- Владимир Зельдин — майор Стевени, военный атташе
- Отар Коберидзе — Надир-хан
- Альгимантас Масюлис — Герхард Эпп (в титрах — Альгис Масюлис)
- Олег Стриженов — Роман Лужин
- Лаймонас Норейка — английский посол Генри Флетчер (озвучил Вячеслав Шалевич)
- Елена Добронравова — миссис Флетчер (Елена Жданович)
- Владимир Этуш — Абдулла-хан
- Ринат Тазетдинов — Аманулла-хан
- Ольга Лебзак — мадам Рейлих
- Алефтина Евдокимова — сотрудница посольства
- Геннадий Нилов — советский дипломат Иван Колокольцев
- Раднэр Муратов — Юсуф, шофёр полпредства
- Ефим Копелян — текст от автора

## Съёмочная группа
- Авторы сценария: Владимир Вайншток, Павел Финн
- Режиссёр: Леонид Квинихидзе
- Композитор: Владислав Успенский, Леонид Гарин
- Оператор: Владимир Чумак
- Художник: Евгений Гуков
- Звук: Арнольд Шаргородский

## Оценки
В 2015 году журнал «Коммерсантъ Weekend» назвал фильм отличным политическим триллером, «выдерживающим конкуренцию с современными ему мировыми образцами жанра».